# Vicegovernatore del Minnesota
Il Vicegovernatore del Minnesota (ufficialmente: Lieutenant Governor of Minnesota) è la seconda carica esecutiva del governo dello stato del Minnesota dopo il governatore.

## Storia
Nel 1886 le elezioni furono spostate dagli anni dispari agli anni pari. Questo iniziò con le elezioni del 1962, e il mandato del Vicegovernatore è aumentato da due a quattro anni. Prima delle elezioni del 1974, i governatori e i vicegovernatori venivano eletti in votazioni separate. Marlene Johnson, eletta nel 1982 con Rudy Perpich, come governatore, è stata la prima donna vicegovernatore del Minnesota.

## Cronologia dei vicegovernatori
| Nome                   | Inizio mandato | Fine mandato | Partito                         |
| ---------------------- | -------------- | ------------ | ------------------------------- |
| William Holcombe       | 1858           | 1860         | Democratico                     |
| Ignatius L. Donnelly   | 1860           | 1863         | Repubblicano                    |
| Henry Adoniram Swift   | 1863           | 1863         | Repubblicano                    |
| Charles D. Sherwood    | 1864           | 1866         | Repubblicano                    |
| Thomas H. Armstrong    | 1866           | 1870         | Repubblicano                    |
| William H. Yale        | 1870           | 1874         | Repubblicano                    |
| Alphonso Barto         | 1874           | 1876         | Repubblicano                    |
| James Wakefield        | 1876           | 1880         | Repubblicano                    |
| Charles A. Gilman      | 1880           | 1887         | Repubblicano                    |
| Albert E. Rice         | 1887           | 1891         | Repubblicano                    |
| Gideon S. Ives         | 1891           | 1893         | Repubblicano                    |
| David Marston Clough   | 1893           | 1895         | Repubblicano                    |
| Frank A. Day           | 1895           | 1897         | Repubblicano                    |
| John L. Gibbs          | 1897           | 1899         | Repubblicano                    |
| Lyndon Ambrose Smith   | 1899           | 1903         | Repubblicano                    |
| Ray W. Jones           | 1903           | 1907         | Repubblicano                    |
| Adolph Olson Eberhart  | 1907           | 1909         | Repubblicano                    |
| Edward Everett Smith   | 1909           | 1911         | Repubblicano                    |
| Samuel Y. Gordon       | 1911           | 1913         | Repubblicano                    |
| Joseph A. A. Burnquist | 1913           | 1915         | Repubblicano                    |
| George H. Sullivan     | 1916           | 1917         | Repubblicano                    |
| Thomas Frankson        | 1917           | 1921         | Repubblicano                    |
| Louis L. Collins       | 1921           | 1925         | Repubblicano                    |
| William I. Nolan       | 1925           | 1929         | Repubblicano                    |
| Charles Edward Adams   | 1929           | 1931         | Repubblicano                    |
| Henry M. Arens         | 1931           | 1933         | Contadino-Laburista             |
| Konrad K. Solberg      | 1933           | 1935         | Contadino-Laburista             |
| Hjalmar Petersen       | 1935           | 1936         | Contadino-Laburista             |
| William B. Richardson  | 1936           | 1937         | Contadino-Laburista             |
| Gottfrid Lindsten      | 1937           | 1939         | Contadino-Laburista             |
| C. Elmer Anderson      | 1939           | 1943         | Repubblicano                    |
| Edward John Thye       | 1943           | 1943         | Repubblicano                    |
| Archie H. Miller       | 1943           | 1945         | Repubblicano                    |
| C. Elmer Anderson      | 1945           | 1951         | Repubblicano                    |
| Ancher Nelsen          | 1953           | 1953         | Repubblicano                    |
| Donald O. Wright       | 1954           | 1955         | Repubblicano                    |
| Karl Rolvaag           | 1955           | 1963         | Democratico-Contadino-Laburista |
| Alexander M. Keith     | 1963           | 1967         | Democratico-Contadino-Laburista |
| James B. Goetz         | 1967           | 1971         | Repubblicano                    |
| Rudy Perpich           | 1971           | 1976         | Democratico-Contadino-Laburista |
| Alec G. Olson          | 1976           | 1979         | Democratico-Contadino-Laburista |
| Lou Wangberg           | 1979           | 1983         | Repubblicano                    |
| Marlene Johnson        | 1983           | 1991         | Democratico-Contadino-Laburista |
| Joanell Dyrstad        | 1991           | 1995         | Repubblicano                    |
| Joanne Benson          | 1995           | 1999         | IR/Repubblicano                 |
| Mae Schunk             | 1999           | 2003         | Riformista/Indipendente         |
| Carol Molnau           | 2003           | 2011         | Repubblicano                    |
| Yvonne Prettner Solon  | 2011           | 2015         | Democratico-Contadino-Laburista |
| Tina Smith             | 2015           | 2018         | Democratico-Contadino-Laburista |
| Michelle Fischbach     | 2018           | 2019         | Repubblicano                    |
| Peggy Flanagan         | 2019           | in carica    | Democratico-Contadino-Laburista |